# Katarina Barun-Šušnjar
Katarina Barun-Susnjar, född 1 december 1983 i Zagreb, Kroatien, är en tidigare volleybollspelare (vänsterspiker). 
Hon spelade 67 landskamper för Kroatiens damlandslag i volleyboll och blev utsedd till mest värdefulla spelare vid Coppa Italia 2014/2015 och Serie A1 2016/2017. Barun-Susnjar avslutade sin aktiva karriär 2020.